# One Day in Your Life (bài hát của Michael Jackson)
"One Day in Your Life" là một bài hát của ca sĩ người Mỹ Michael Jackson nằm trong album phòng thu thứ năm của ông phát hành năm 1975, Forever, Michael. Được sáng tác bởi Sam Brown và Renée Armand, bài hát sau đó được phát hành lại một lần nữa vào năm 1981 như là một đĩa đơn từ album tổng hợp One Day in Your Life với mục đích thương mại sau thành công từ album Off the Wall (1979), mặc dù Jackson phát hành album đó dưới một hãng đĩa khác. Jackson và Whitney Houston đã luyện tập và dự định thực hiện bài hát trong buổi hòa nhạc Michael Jackson: 30th Anniversary Special vào năm 2001, nhưng cuối cùng nó đã không được thực hiện mà không rõ lý do.
Trong khi chỉ đạt được thành công tương đối tại Mỹ, bài hát đã trở thành một hit lớn tại Anh, nơi mà nó đã trở thành ca khúc solo đầu tiên của Jackson đạt vị trí số 1 trên UK Singles Chart trong 2 tuần. "One Day in Your Life" còn đạt vị trí quán quân tại Ireland, cũng như nhận được hiệu ứng mạnh mẽ trên bảng xếp hạng đĩa đơn ở Nam Phi. Đây là đĩa đơn bán chạy thứ 6 năm 1981 tại Anh.

## Bảng xếp hạng
| Bảng xếp hạng (1981)     | Vị trí cao nhất |
| ------------------------ | --------------- |
| Australian Singles Chart | 9               |
| Dutch Singles Chart      | 1               |
| Irish Singles Chart      | 1               |
| UK Singles Chart         | 1               |
| US Billboard Hot 100     | 55              |
| Bảng xếp hạng (2009)     | Vị trí cao nhất |
| UK Singles Chart         | 94              |